# Pseudacris cadaverina
Pseudacris cadaverina är en groddjursart som först beskrevs av Cope 1866.  Pseudacris cadaverina ingår i släktet Pseudacris och familjen lövgrodor. IUCN kategoriserar arten globalt som livskraftig. Inga underarter finns listade i Catalogue of Life.